# Anthony Simmons
Anthony Lamont Simmons (Spartanburg, 20 giugno 1976) è un ex giocatore di football americano statunitense che ha militato nel ruolo di linebacker nella National Football League (NFL). Fu scelto nel corso del primo giro (15º assoluto) del Draft NFL 1998 dai Seattle Seahawks. Al college giocò a football coi Clemson Tigers.

## Carriera
Simmons fu scelto nel corso del primo giro del draft 1998 dai Seattle Seahawks. Guidò i Seahawks in tackle nel 2000, 2001 e 2003. Fu svincolato dopo la stagione 2004 e non scese mai in campo nel 2005 a causa di un infortunio. Firmò coi New Orleans Saints prima della stagione 2006 ma si ritirò prima dell'inizio della stagione regolare. Terminò la carriera con 591 tackle (455 solitari), 10 sack, 9 intercetti e 2 touchdown in sole 87 partite.

## Palmarès
- National Football Conference Championship: 1

Seattle Seahawks: 2005